# The Juan MacLean
John MacLean, más conocido con su nombre escénico como The Juan MacLean, es un músico de Estados Unidos dedicado a la música electrónica.

## Historia
Maclean fue el guitarrista de la banda de indie Six Finger Satellite, formada en Providence, Rhode Island. La banda fue presa de graves tragedias y Maclean empezó a grabar sus producciones en un pequeño estudio casero que llamaron "The Parlor". Finalmente James Murphy se unió a la banda como ingeniero de sonido.
Finalmente la banda se separó y MacLean estuvo varios años separado del negocio de la música obteniendo un título en Providence College y enseñando inglés en Nuevo Hampshire.  Continuó siendo amigo de Murphy quien se marchó a Nueva York y fundó una disquera de influencia dance-punk, la DFA Records e inició el grupo LCD Soundsystem.  Murphy instó a Maclean a regresar a la música a quien veía experimentando con modernos equipos electrónicos para mezclar.  DFA Records en algunos de sus discos recopilatorios, incluye composiciones de MacLean.

## Discografía

### Álbumes
- Less Than Human - 9 de agosto de 2005
- Visitations - álbum de mezclas digitales, lanzado el 12 de junio de 2006
- The Future Will Come - 2009
- DJ-Kicks - 2010
- In A Dream - 2014

### EP
- Der Half-Machine 10" - 2005
- Find A Way Tour EP - 2008
- Happy House Remixes - 2009

### Sencillos
- By The Time I Get To Venus - 2002
- You Can't Have It Both Ways - 2002
- Give Me Every Little Thing - 2003
- Tito's Way - 2005
- Love Is In The Air - 2006
- Happy House - 2008
- The Simple Life - 2008
- One Day - 2009